# عاشقانه‌ای بر زورق
عاشقانه‌ای بر زورق (انگلیسی: A Rowboat Romance) یک فیلم کوتاه کمدی به کارگردانی راسکو آرباکل است که در سال ۱۹۱۴ منتشر شد.

## گزیدهٔ بازیگران
- راسکو آرباکل
- اسلیم سامرویل
- مک سوین
- جوزف سوئیکارد